# المتيم الإفريقي
المتيم الإفريقي (ت. نحو 400 هـ / نحو 1010 م) هو أديب، من الشعراء. إفريقي الاصل، استقر في أصبهان.
هو أبو الحسن محمد بن أحمد الأفريقي، المعروف بالمتيم. له «الانتصار المنبي عن فضل المتنبي» و«أشعار الندماء» و«ديوان شعر».